# クロモタイポグラフィ

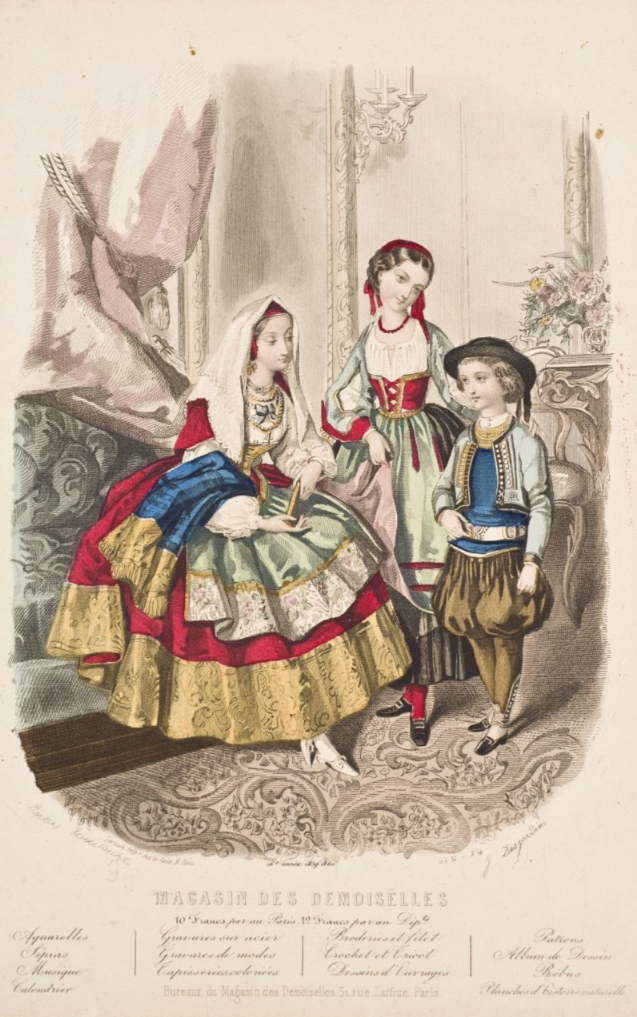
クロモタイポグラフィによって印刷された雑誌「ル・マガザン・デドモワゼル」より。（原画：アデル＝アナイス・コラン・トゥードゥーズ）

クロモタイポグラフィ (仏：Chromotypographie) は亜鉛板に冷温エッチング加工を施し、多色レリーフ印刷を行なう技術である。1845年に版画家のイズナール・デジャルダンによって開発された。クロモタイプとも呼ばれる。
この技術は手動印刷と機械印刷との過渡期に登場した。徒手作成されたテクスチャと転写画像のトーンや輪郭線を併用して他の色と組み合わせることで、クロモリトグラフとは異なった同一諧調のカラー印刷が可能となる。
クロモタイポグラフィと近縁関係にある技法には、フォトカラーレリーフ、ジンコグラフィ、カラーレリーフエッチング、 クロモキシログラフィ、カラーラインブロック、グリプトタイプ (glyptotype)、ダラスティント (Dallastint)、ダラスタイプ (Dallastype) などがある。